# Genetisk rekombination

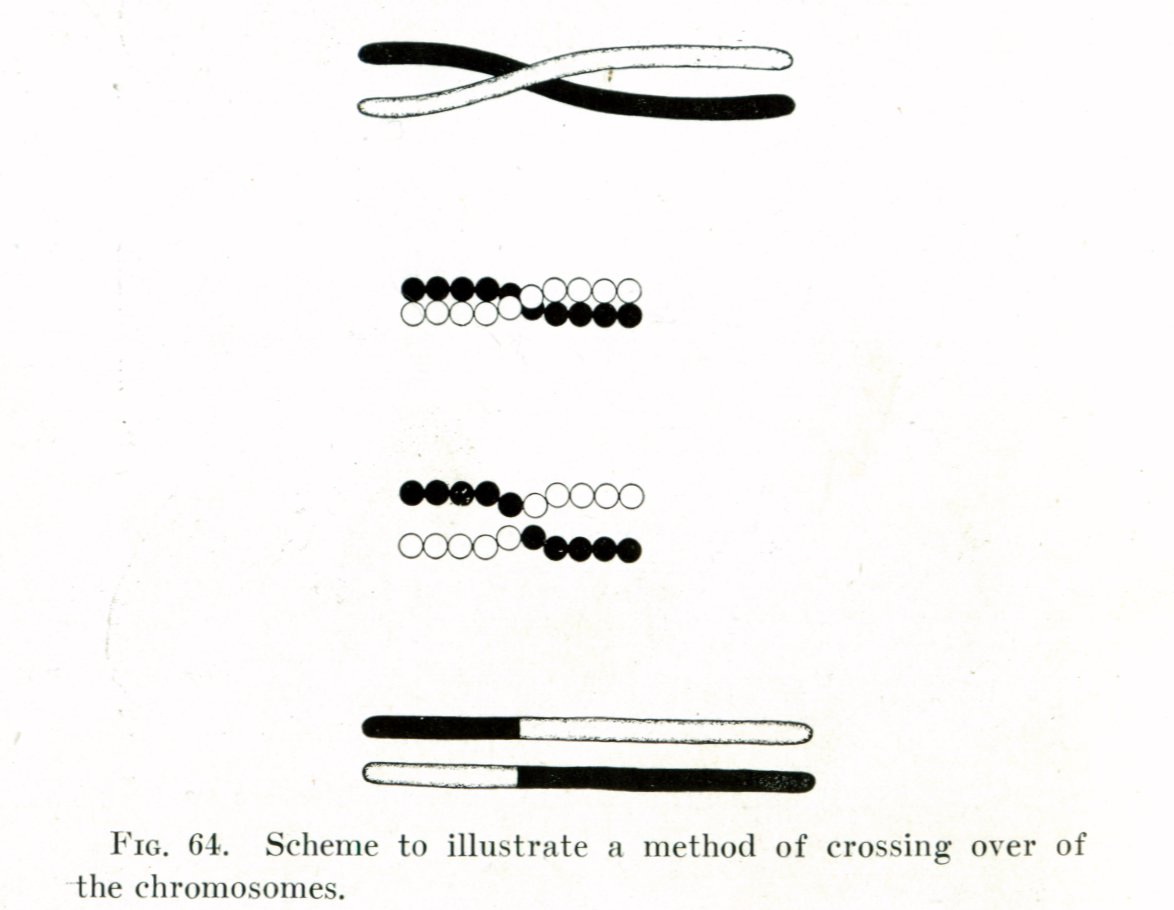
Thomas H Morgans illustration av överkorsning från 1916.

Genetisk rekombination  innebär att en del av en DNA-sträng byts ut mot en annan sträng eller tränger sig in i en annan sekvens med DNA-kod. Detta kan ske på flera sätt:

## Överkorsning
Den viktigaste typen av rekombination i våra celler är överkorsning. Det är den process som gör att arvsmassan mellan mammans och pappans kromosomer kan blandas så att avkomman får unika kromosomer. Detta sker när äggen och spermierna bildas, efter att kromosomerna har kopierats men innan de dras isär för att hamna i var sitt ägg respektive spermie. Parvis lika kromosomer lägger sig tätt intill varandra och byter en varierande mängd genetiskt material mellan sig. När kromosomerna ligger precis bredvid varandra kan ena delen av DNA-strängen gå över till den andra kromosomen och vice versa. Detta område kallas heteroduplex. Om överkorsningen inte går längre än till detta steg så blir det bara en kort bit av DNA-strängen som har hamnat på den andra kromosomen och då kallas detta för icke-rekombinant heteroduplex och medför bara mindre förändring. Om däremot även den andra delen av DNA-spiralen byter till den andra kromosomen så kallas det rekombinant heteroduplex.
Denna process är värdefull för arten genom att den skapar ägg och spermier med nya kombinationer av gener. Överkorsning ökar fördelarna med sexuell fortplantning. Det verkar till och med som om många arter har utvecklat en optimal frekvens av överkorsningar.
Det kan hända att icke parvis lika kromosomer byter material mellan sig. Detta kallas då för en translokation (se mutation).

## Platsspecifik rekombination
En främmande kromosom öppnas upp och en ny bit DNA tränger sig in i den kromosomen som därmed blir större. Detta sker med hjälp av ett visst enzym. Detta används av bakteriofager för att bryta ner bakterier. 

## Transposition
Kan delas upp i två undergrupper: DNA-transposition och RNA-transposition. Innebär att transposoner fogar in sig på nya platser i genomet. Ofta leder det till dåliga saker.

### DNA-transposition
Förekommer främst i prokaryota celler.

### RNA-transposition
Förekommer främst i eukaryota celler. DNA-strängen klyvs med en nukleas och RNA-strängen (retrotransposon) fungerar som mall för att bygga upp tomrummet. Strängarna fogas sedan samman med ligas.

## Reparering
Om DNA är skadat och en bit fattas vid replikationen så kan rekombination användas för att fylla ut tomrummet.

## Rekombination
I klassisk genetik betyder "rekombination" att celler eller organismer bildats genom att genetiskt material från två föräldrar kombinerats, eller att celler/organismer införlivat nytt DNA i sitt genom. Nuförtiden kan det även betyda DNA eller proteiner, som bildats genom att genetiskt material från flera källor kombinerats på artificiell väg. Exempelvis kan man sätta ihop ena halvan av ett protein från en organism, och andra halvan från en annan. Dylika fusionsproteiner används ofta inom sjukvården.